# فهرست جزایر دماغه سبز

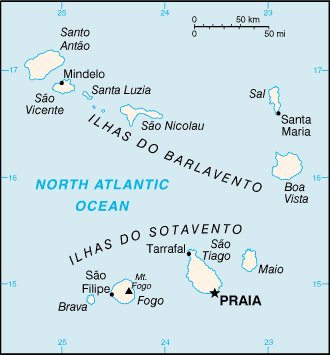
Map

مجمع‌الجزایر دماغه سبز از ۱۰ جزیره و تعدادی جزیره جزیره کوچک تشکیل شده‌است و به دو گروه تقسیم شده‌است:
- جزایر بارلاونتو (بادگیر)
- جزایر سوتاونتو (آفتابگیر)

جزایر گروه سانتو آنتیاو، دماغه سبز، سائو ویسنته، دماغه سبز، سانتا لوزیا، دماغه سبز، سائو نیکولاو، دماغه سبز، سال، دماغه سبز، و بوا ویستا، دماغه سبز می‌باشند.
جزیره گروه سوتاونتو مایو، دماغه سبز، سانتیاگو، دماغه سبز، فوگو، دماغه سبز، و براوا، دماغه سبز می‌باشند. تمامی شان بجز سانتا لوئیزا غیرمسکونی می‌باشند
| جزیره                   | مساحت (کیلومتر^۲) | جمعیت   | %     | تراکم |
| ----------------------- | ----------------- | ------- | ----- | ----- |
| سانتیاگو، دماغه سبز     | ۹۹۱               | ۲۳۶٬۷۱۷ | ۵۴٫۵٪ | ۲۳۸٫۹ |
| سائو ویسنته، دماغه سبز  | ۲۲۷               | ۶۷٬۱۶۳  | ۱۵٫۵٪ | ۲۹۵٫۹ |
| سانتو آنتیاو، دماغه سبز | ۷۷۹               | ۴۷٬۱۲۴  | ۱۰٫۸٪ | ۶۰٫۵  |
| فوگو، دماغه سبز         | ۴۷۶               | ۳۷٬۴۲۱  | ۸٫۶٪  | ۷۸٫۶  |
| سال، دماغه سبز          | ۲۱۶               | ۱۴٬۸۱۶  | ۳٫۴٪  | ۶۸٫۶  |
| سائو نیکولاو، دماغه سبز | ۳۸۸               | ۱۳٬۶۶۱  | ۳٫۱٪  | ۳۵٫۲  |
| براوا، دماغه سبز        | ۶۷                | ۶٬۸۰۴   | ۱٫۶٪  | ۱۰۶٫۳ |
| مایو، دماغه سبز         | ۲۶۹               | ۶٬۷۵۴   | ۱٫۶٪  | ۲۵٫۱  |
| بوا ویستا، دماغه سبز    | ۶۲۰               | ۴٬۲۰۹   | ۱٫۰٪  | ۶٫۸   |
| سانتا لوزیا، دماغه سبز  | ۳۵                | ۰       | ۰٫۰٪  | ۰٫۰   |
| دماغه سبز               | ۴۰۳۳              | ۴۳۴٬۶۶۹ | ۱۰۰٪  | ۱۱۶٫۸ |